# Parves-et-Nattages
Parves-et-Nattages es una comuna nueva francesa del departamento de Ain, en la región de Auvernia-Ródano-Alpes.

## Historia
Fue creada el 1 de enero de 2016, en aplicación de una resolución del prefecto de Ain de 24 de diciembre de 2015 con la unión de las comunas de Nattages y Parves, pasando a estar el ayuntamiento en la antigua comuna de Parves.

## Demografía
| Gráfica de evolución demográfica de Parves-et-Nattages entre 1800 y 2013 |
|                                                                          |

Los datos entre 1800 y 2013 son el resultado de sumar los parciales de las dos comunas que forman la nueva comuna de Parves-et-Nattages, cuyos datos se han cogido de 1800 a 1999, para las comunas de Nattages y Parves de la página francesa EHESS/Cassini. Los demás datos se han cogido de la página del INSEE.

## Composición
| Comuna delegada | Código INSEE | Población (2013) | Superficie (km²) | Densidad (hab./km²) |
| --------------- | ------------ | ---------------- | ---------------- | ------------------- |
| Nattages        | 01271        | 569              | 10.33            | 55                  |
| Parves          | 01286        | 370              | 5.53             | 67                  |